# Hygropoda macropus
Espèce
Hygropoda macropus est une espèce d'araignées aranéomorphes de la famille des Pisauridae.

## Distribution
Cette espèce est endémique des Moluques en Indonésie.

## Description
La femelle holotype mesure 10 mm

## Publication originale
- Pocock, 1897 : Spinnen (Araneae). Ergebnisse einer zoologische Forschungsreise in dem Molukken und Borneo. Abhandlungen der Senckenbergischen naturforschenden Gesellschaft, vol. 23, p. 591-629 (texte intégral).